# Statens skolinspektion
Statens skolinspektion, Skolinspektionen, är en svensk statlig förvaltningsmyndighet, inrättad 2008. Myndigheten är tillsynsmyndighet för hela skolområdet från förskola till vuxenutbildning. Skolinspektionen genomför i huvudsak tre olika typer av inspektion: planerad tillsyn, planerad kvalitetsgranskning och tematisk kvalitetsgranskning. 
Planerad tillsyn genomförs hos skolor och huvudmän där myndigheten bedömer att det finns risker. Myndigheten analyserar olika typer av underlag för att kunna bedöma vilka skolor eller verksamheter som har behov av en planerad tillsyn. Samma sak gäller för planerad kvalitetsgranskning, där myndigheten tittar på kvaliteten inom fyra områden: rektors ledarskap, undervisningen som sådan, elevers trygghet och studiero samt bedömning och betygssättning. Tematisk kvalitetsgranskning är inriktad och omfattar färre skolor i varje projekt.
Skolinspektionen prövar ansökningar om tillstånd för fristående skolor och tar emot anmälningar för exempelvis ändringar i ägar- och ledningskrets, fjärrundervisning och tvåspråkig undervisning.
Skolinspektionen tar också emot signaler om missförhållanden i skolan. Dessa kan handla om brister på förskolan eller skolan eller att en elev har blivit felaktigt behandlad. Signalerna kan därefter ligga till grund för kommande inspektioner. Skolinspektionen har möjlighet att fatta beslut om anmärkning, föreläggande eller föreläggande med vite för att få skolhuvudmän att vidta nödvändiga åtgärder. Storleken på vitesbelopp som myndigheten kan kräva in styrs av kommunen storlek, inte av allvarlighetsgraden i bristerna.
Som en yttersta åtgärd kan myndigheten återkalla godkännandet för fristående skolor eller, för kommunala skolor, besluta om åtgärder på den kommunala huvudmannens bekostnad. Skolinspektionen tar dessutom emot anmälningar mot legitimerade lärare. Efter utredning kan myndigheten gå vidare till Lärarnas ansvarsnämnd som fattar beslut om eventuell varning eller indragning av legitimationen.
Myndigheten inrättades den 1 oktober 2008 och sorterar under Utbildningsdepartementet. Skolinspektionen har sitt huvudkontor i Stockholm och har inspektionsavdelningar i Stockholm, Linköping, Göteborg, Lund och Umeå. Totalt antal medarbetare är cirka 530. De uppgifter som myndigheten har, med tillsyn och godkännande, övertogs från Skolverket som i och med detta fick en mer renodlad roll inom utvärdering och uppföljning. Den 1 april 2025 tillsattes juristen Marie Axelsson som generaldirektör och chef för Skolinspektionen. Hon har tidigare bland annat varit rättschef och chef på Försäkringskassans rättsavdelning.

## Barn- och elevombudet
Barn- och elevombudet (BEO) är en del av Statens skolinspektion. Barn och elever som känner sig kränkta i barnomsorgen eller skolan – eller deras föräldrar – kan vända sig till BEO.  Det kan handla om kränkningar mellan elever men också om elever som blir kränkta av vuxna i skolan. Till grund för BEO:s arbete ligger skollagens sjätte kapitel. Barn- och elevombudet utreder anmälningar om kränkande behandling som inte är diskriminering. Tillsammans med Diskrimineringsombudsmannen (DO) arbetar BEO för att motverka kränkningar, diskriminering och trakasserier av barn och elever. Efter utredning kan BEO rikta föreläggande mot huvudmannen för skolan och, i vissa fall, begära skadestånd för elevens räkning. Ulrika Lindén är Barn- och elevombud sedan 1 juni 2025. Ulrika Lindén har arbetat som rättschef på Kronofogden, varit chefsjurist på Skolverket och på Riksrevisionen samt varit ledamot i Skolinspektionens insynsråd.